# Пасадинская ратуша
Пасадинская ратуша (англ. Pasadena City Hall) находится в городе Пасадина (штат Калифорния, США). В ней проходят заседания городского совета Пасадины и других органов управления.

## История и архитектура
В 1923 году для строительства нового городского центра Пасадины были выделены средства в размере 3,5 миллиона долларов. Согласно плану, центральное место среди зданий, строящихся на Гарфилд-авеню (Garfield Avenue), должна была занять городская ратуша.

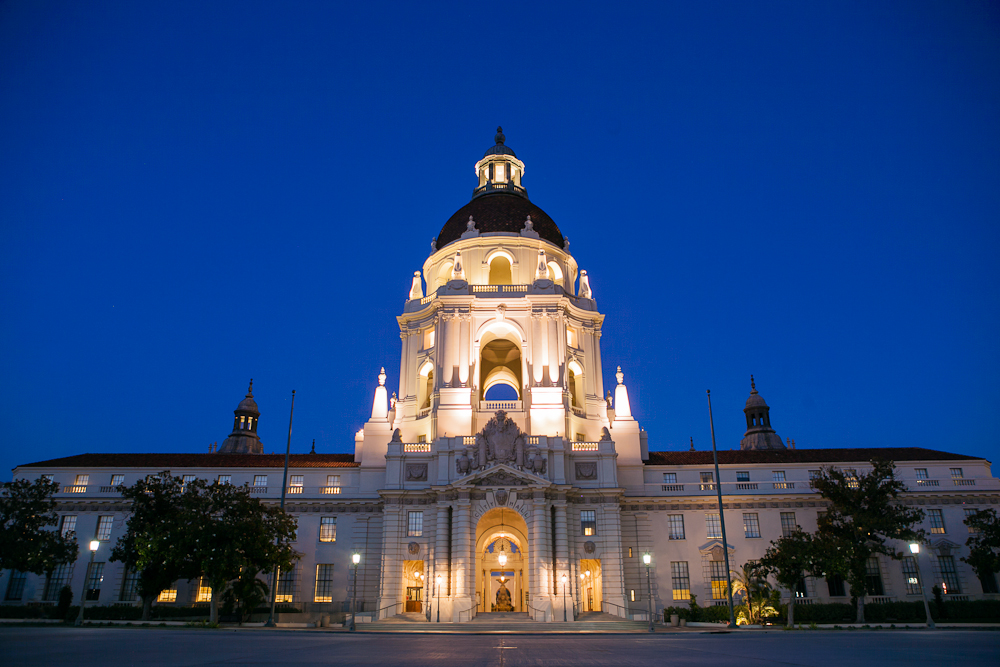
Ратуша при вечернем освещении

В конкурсе архитектурных проектов победил дизайн здания ратуши, предложенный архитектурной фирмой Bakewell and Brown из Сан-Франциско. Он был разработан архитекторами Джоном Бейкуэллом (John R. Bakewell, Jr.) и Артуром Брауном (Arthur Brown, Jr.), которые десятилетием раньше создали проект ратуши Сан-Франциско. Проект Пасадинской ратуши был выполнен под влиянием стиля итальянского архитектора позднего Возрождения Андреа Палладио. Стоимость постройки ратуши составляла 1,3 миллиона долларов.
Строительство ратуши началось в январе 1926 года. Оно было закончено в конце 1927 года, и ратуша была открыта 27 декабря 1927 года.
В 2004—2007 годах был осуществлён масштабный проект по ремонту и улучшению сейсмической устойчивости здания ратуши.
Пасадинская ратуша была популярным местом съёмок среди голливудских режиссёров. Среди фильмов и сериалов, где фигурировало здание ратуши, были «Великий диктатор» (1940), «Баттерфилд, 8» (1960), «Полицейский из Беверли-Хиллз» (1984), «Прогулка в облаках» (1995), «Парки и зоны отдыха» (сериал, начиная с 2009) и другие. В частности, в фильме «Великий диктатор» образ ратуши используется в качестве дворца диктатора Хинкеля (пародия на Гитлера), роль которого исполняет Чаплин.